# Heart Beat
«Heart Beat» es una canción del dúo japonés Yoasobi. Fue lanzado como sencillo independiente el 26 de diciembre de 2023 a través de Sony Music Entertainment Japan, como tema de la séptima versión del especial de televisión anual 18Fes. Un tema de "heartbeat", la canción fue escrita por Ayase y basada en mensajes, ensayos y videos de presentaciones enviados por los 1,000 participantes adolescentes del programa.

## Antecedentes y lanzamiento
El 12 de junio de 2023, NHK anunció la séptima versión del especial de televisión 18Fes en colaboración con Yoasobi, donde solicitaron mensajes o vídeos de actuaciones bajo el tema "latido del corazón" de 1.000 adolescentes de entre 17 y 20 años en Japón, para crear música basada en esos videos, programados para filmarse en noviembre con esos adolescentes. El programa se transmitió a través de NHK General TV el 25 de diciembre, interpretando la canción titulada "Heart Beat". Poco después de la transmisión, la canción estuvo disponible para música digital y plataformas de streaming el 26 de diciembre.

## Video musical
Un vídeo musical que acompaña a "Heart Beat" se estrenó el 26 de diciembre de 2023, el mismo día del lanzamiento, a las 20:00 JST. Dirigido por Atsushi Makino, quien anteriormente dirigió el video musical "Gunjō" del dúo (2020), muestra enfrentarte a ti mismo, mientras luchas por encontrar la verdadera identidad a través de un espectáculo de marionetas y luces negras.

## Lista de canciones
- Descarga digital y streaming

1. "Heart Beat" – 5:35